# Hof ter Linden ('s-Gravenwezel)

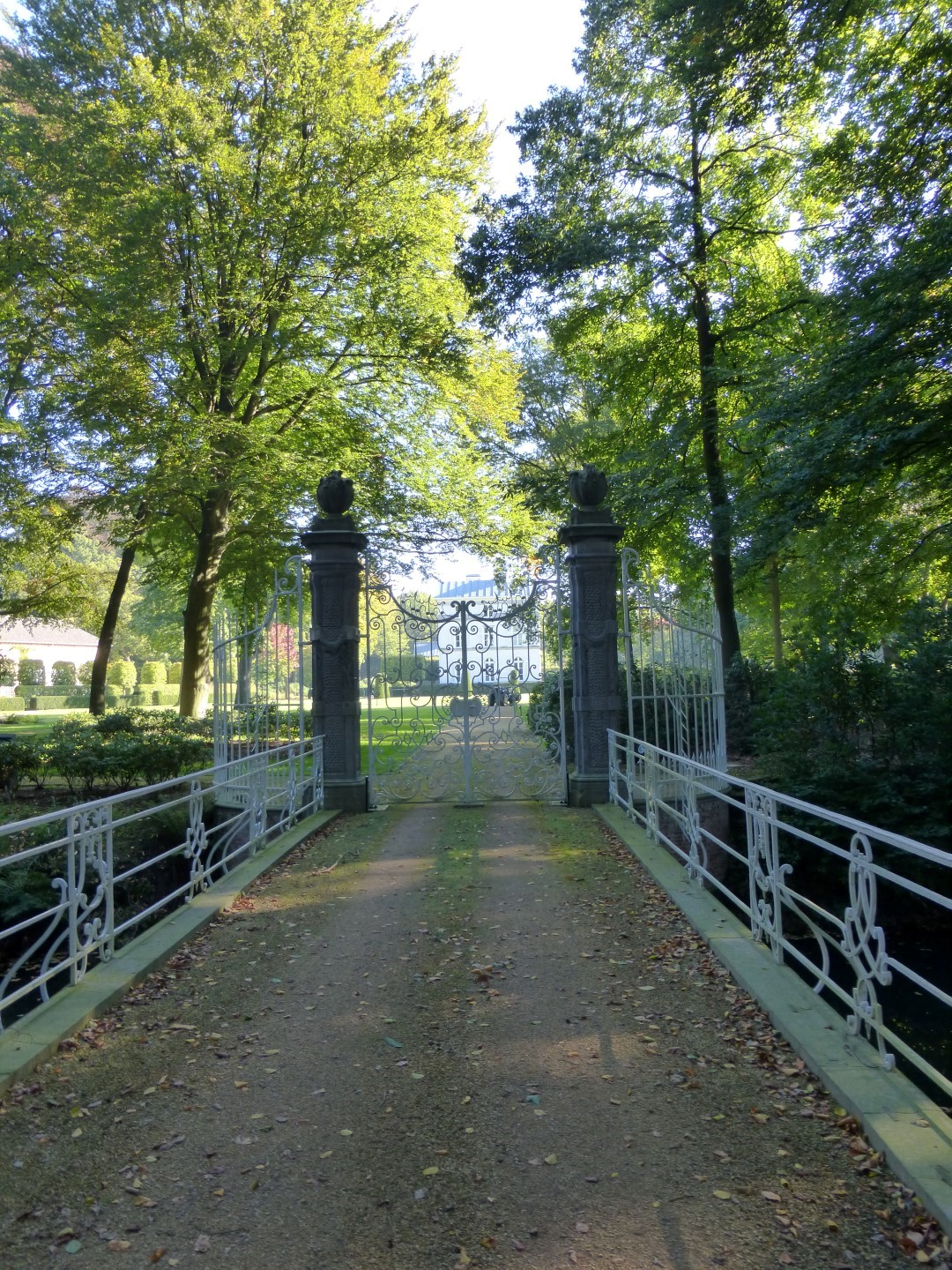
Toegang tot Hof ter Linden

Het Hof ter Linden is een kasteeldomein in de tot de Antwerpse gemeente Schilde behorende plaats 's-Gravenwezel, gelegen aan Hof ter Linden 57-59.

## Geschiedenis
In de 17e en 18e eeuw stond hier een buitenhuis (hof van plaisantie), ook wel het Château Terlinden genaamd, dat in bezit was van diverse rijke families uit Antwerpen. Het betrof de families Ferment, del Campo, Goubeau en de Meulenaer. In 1808 werd het aangekocht door Charles Van Asten, welke in 1818 burgemeester van 's-Gravenwezel werd en toen ook het huidige kasteel en het bijbehorend park in Engelse landschapsstijl liet bouwen en aanleggen. In 1828 verkocht hij het aan Philippe-Arnould Gillès en tot 1986 bleef het in bezit van de familie Gillès de Pélichy.
Na 1945 werd het kasteel uiterlijk gewijzigd, maar de indeling met de salons bleef grotendeels intact.

## Domein
Naast het kasteel is er een remise met paardenstallen, hooizolder en zadelkamer, en een koetshuis. Dit alles is ook van omstreeks 1818. Het geheel is toegankelijk via de Hofdreef die via een brug en een 18e eeuwse poort (1753) in rococostijl naar het landschapspark leidt, dat gelegen is binnen een trapeziumvormige omgrachting. Naast de gebouwen is er een vijver, een grasveld en een kleine geometrische tuin.